# Robert Solovay (wiskundige)

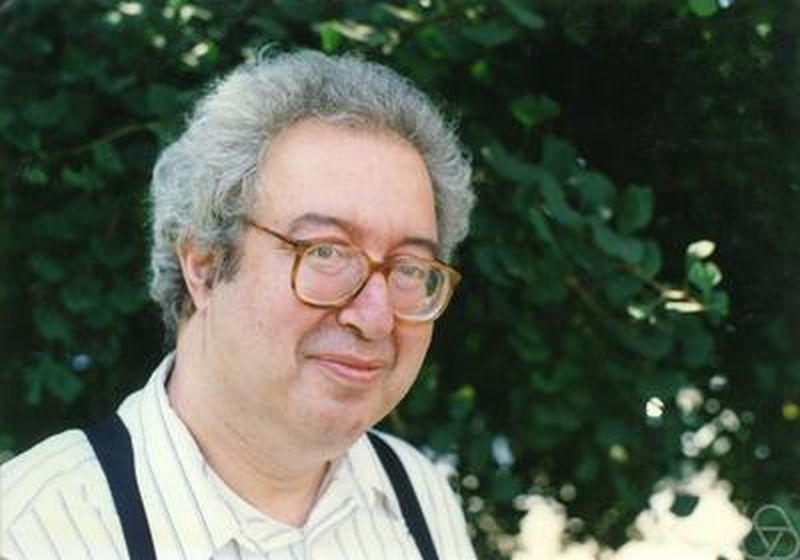
Robert Solovay

Robert Martin Solovay (1938) is een Amerikaans wiskundige, die voornamelijk actief is de verzamelingenleer en de getaltheorie.

## Leven
In 1964 behaalde Solovay onder leiding van Saunders Mac Lane zijn doctoraat aan de Universiteit van Chicago met een dissertatie over A Functorial Form of the Differentiable Riemann-Roch Theorem (Een functorvorm van de differentieerbare stelling van Riemann-Roch). 
Solovay werkte tot zijn emeritaat als hoogleraar aan Universiteit van Berkeley. Tot zijn studenten behoren Hugh Woodin en Matthew Foreman.

## Werk
Hij toonde aan dat de bewering: "Elke verzameling van reële getallen is Lebesgue meetbaar" waar is. Hij ging daarbij wel van de veronderstelling uit dat ontoegankelijke kardinalen daadwerkelijk bestaan. 
Dit is in overeenstemming met de Zermelo-Fraenkel-verzamelingenleer, zonder het keuzeaxioma en isoleert de notie van 0#. Hij bewees dat het bestaan van een reëel-waardige meetbare kardinalen equiconsistent is met het bestaan van een meetbare kardinaalgetallen. Ook heeft hij bewezen dat als {\displaystyle \lambda } een sterk gelimiteerde enkelvoudige kardinaal is, die groter is dan een sterk compacte kardinaal dat dan vervolgens geldt dat 
{\displaystyle 2^{\lambda }=\lambda ^{+}\,}
In een ander belangrijk resultaat bewees hij dat als {\displaystyle \kappa } een niet-aftelbare reguliere kardinaal is en 
{\displaystyle S\subseteq \kappa \,}
een stationaire verzameling is, dat dan {\displaystyle S} kan worden ontleed in de vereniging van {\displaystyle \kappa } disjuncte stationaire verzamelingen. 
Behalve in de verzamelingenleer heeft Solovay ook belangrijk werk in de getaltheorie geleverd. Samen met Volker Strassen, ontwikkelde hij de Solovay-Strassen-priemgetaltest. Deze test wordt gebruikt om voor grote natuurlijke getallen te bepalen of dit priemgetallen zijn. De Solovay-Strassen-priemgetaltest heeft belangrijke consequenties voor de cryptografie.

## Belangrijke publicaties
- (en)  Solovay, Robert M. (1970). A model of set-theory in which every set of reals is Lebesgue measurable (Een model van de verzamelingentheorie, waarin elke verzameling van reële getallen Lebesgue-meetbaar is). Annals of Mathematics. Second Series 92: 1–56.
- (en)  Solovay, Robert M. (1967). A nonconstructible Δ13 set of integers (Een niet-construeerbare Δ13-verzameling van gehele getallen). Transactions of the American Mathematical Society 127: 50–75. DOI: 10.2307/1994631.
- (en)  Solovay, Robert M. and Volker Strassen (1977). A fast Monte-Carlo test for primality (Een snelle Monte Carlo priemgetaltest). SIAM Journal on Computing 6 (1): 84–85. DOI: 10.1137/0206006.